# Antrodemus
Antrodemus là một chi khủng long theropoda bị nghi ngờ sống vào cuối kỷ Jura tại thành hệ Morrison của Middle Park, Colorado. Nó gồm một loài duy nhất, Antrodemus valens, được mô tả và đặt tên như một loài Poekilopleuron bởi Joseph Leidy năm 1870.